# L'isola di Odino
L'isola di Odino (Odins ø) è il romanzo d'esordio dell'autrice danese Janne Teller del 1999.

## Trama
Il giorno di Natale del 1998, Odino atterra con la sua slitta nel villaggio di Fabbripoli, su una piccola isola dell'Europa settentrionale, perché attraversando una tempesta di meteoriti la sua cavalla volante Rigmarole (che trainava la slitta assieme all'altro cavallo Baltazar) si è azzoppata. Viene accolto dai bambini dell'isola, incuriositi non solo dal fatto che il visitatore abbia uno strano aspetto, ma anche che sia arrivato un forestiero (l'isola è infatti pressoché inaccessibile) ed è poi presentato agli adulti. Il fabbro del villaggio, che è considerato la personalità più autorevole, sostiene che per curare la zampa rotta di Rigmarole si debba chiamare dal continente un veterinario. Durante la notte, grazie ad una freddo eccezionale, il mare gela completamente, così il giorno successivo Odino l'attraversa a piedi fino a raggiungere il Regno di Nordmeridione.
Qui il semicongelato Odino rischia di essere investito dall'automobile condotta da Sigbrit Holland, un'impiegata di banca. Questa, preoccupata per le condizioni di quello che crede essere solo un vecchietto un po' sprovveduto, lo accompagna in ospedale. Qui Odino, fraintendendo le parole di un'infermiera, crede che il dottor Martinussen che l'ha preso in cura sia il veterinario di cui ha bisogno e che debba restare in ospedale finché le formalità non saranno tutte espletate. Si fa anche un amico nella persona di Gunnar Con La Testa, un ex calciatore con problemi mentali. Sigbrit Holland torna a far visita a Odino e teme che non venga più dimesso perché la sua storia di un'isola, che nessuno conosce, nel mare tra il Nordmeridione e il Nordsettentrione può essere presa per il vaneggiamento di una mente malata. Affida perciò la storia di Odino ad un newsgroup della Rete Globale, suscitando un putiferio e attirando l'attenzione dei capi di alcune sette, che indicano il vecchietto come la Seconda venuta di Cristo. Sigbrit Holland riceve però anche una telefonata che l'invita a contattare un pescatore di nome Ambrosius, che crede nell'esistenza dell'isola. Intanto, davanti all'ospedale dove si trova Odino, si verificano assembramenti della setta dei Cristiani Rifondati, a cui si aggiungono poi gli Ebrei Rinati, gli Agnelli del Signore e le Pulzelle di Maria; ciò suscita l'attenzione e l'apprensione del governo del Nordmeridione. Durante una di queste manifestazioni Odino e Gunnar Con La Testa fuggono; Odino chiama Sigbrit Holland, che gli aveva dato il suo numero di telefono, e che porta al Rikke-Marie, il peschereccio di Ambrosius.
A costo di trascurare il suo lavoro in banca, Sigbrit Holland di concerto con Ambrosius si mete a ricercare negli archivi istituzionali le prove dell'esistenza dell'isola. Anche la regina del Nordmeridione, incuriosita dalla storia, compie ricerche negli archivi di corte, scoprendo che il suo antenato Enevold IV aveva chiamato l'isola col nome della sua amante, Drude Estrid.
Ambrosius, assieme a Odino, Gunnar Con La Testa, Sigbrit Holland e Der Fremdling (l'altro abitante del peschereccio) parte alla ricerca dell'isola con la sua nave. L'equipaggio verifica che una doppia fila di scogli convergenti, disposti ad arco, cela completamente l'isola, che per qualche arcano motivo non può nemmeno essere sorvolata dagli aeroplani; tentano di trovare un passaggio ma restano incagliati, e sono soccorsi dallo yacht reale, che non si trovava lì per caso.
La regina mette il governo al corrente delle sue scoperte, esortandolo a rivendicare la sovranità sull'isola. di Drude Estrid. Perché ciò abbia maggior forza sarebbe necessaria la collaborazione di Odino, ragion per cui il funzionario governativo Bramsentorpf si reca al molo ov'è ormeggiato il Rikke-Marie; Odino, che è interessato solo a trovare un veterinario per Rigmarole, dà una disponibilità di massima ad assecondare la sua richiesta. Anche un gruppo di musulmani, capeggiati dall'imam Hasan al Basri, s'interessa a Odino, che crede essere il profeta Gesù, tornato per annunciare la fine dei tempi.
La rivendicazione nordmeridionale sull'isola irrita gli abitanti del Regno di Nordsettentrione, tra i quali in particolare i membri della setta dei Veri Cristiani (che considerano eretici i Cristiani Rifondati) e il giovane funzionario pubblico Lennart Torstensson, e il suo governo, che sulla base di documenti ritrovati negli archivi dichiara propria l'isola col nome di "isola di Hermold Skjalm" (dal nome del re nordsettentrionale sotto il quale avvenne la prima scoperta).
Bramsentorpf incontra nuovamente Odino e gli chiede se egli e gli altri abitanti dell'isola si considerino più nordmeridionali o nordsettentrionali, ma il vegliardo non comprende la domanda, spiegando che gli interessa solo trovare un veterinario. Viene avvicinato anche da Lennart Torstensson, che si offre di assecondarlo se prenderà le parti del Nordsettentrione.
Ambrosius decide che prima di tentare di nuovo l'approdo è necessario procurarsi delle minute di navigazione risalenti a secoli addietro, quando l'isola era frequentata dalle navi. Il governo del Nordmeridione manda un aereo militare a fare dei rilevamenti fotografici ma, giunto sopra l'isola, viene attratto irresistibilmente verso il basso da una forza misteriosa e si schianta nel laghetto interno.
Quando Sigbrit Holland torna sul Rikke-Marie vi trova una nuova ospite, Brynhild Sigurdskær, una donna che parla per enigmi, di cui Ambrosius ha richiesto l'aiuto. Intanto, per placare le acque in patria, il governo del Nordmeridione e il vescovo Benten della Chiesa Ufficiale (tramite il pastore Viktor Valentino) chiedono a Odino che non si mostri in pubblico per un certo periodo. D'altronde Ambrosius ha già deciso di salpare per l'Anticonord alla ricerca delle carte del capitano del XVII secolo Hans Adelstensforstre, e riesce per un soffio a evitare un attentato da parte dei Vendicatori (un gruppo di estrema destra guidato da Ezra detto Es, fratello dell'Ezekiel il Giusto a capo degli Ebrei Rinati). La scomparsa del Rikke-Marie dal molo provoca rabbia e costernazione sia tra i Cristiani Rifondati (che avevano occupato un edificio della Chiesa Ufficiale) sia tra i Musulmani Modernisti di Hasan al Basri, tra i quali emerge una nuova leader, la giovane e combattiva Aisha.
Dopo aver permesso a Sigbrit Holland, che ha lasciato il lavoro e il marito, di raggiungerla, Ambrosius traccia la rotta per l'Anticonord. Il primo discendente del capitano che incontrano è Benjamin Adelstensforstre, che non sa nulla delle carte del suo antenato ma indica dei parenti ai quali i cercatori si possono rivolgere: la cugina Hennelil non è di alcun aiuto, mentre Asta, vedova di Oluf, li rimanda a suo cognato Harald, che vive sull'isola di Grinde nel nord del paese.
Intanto in Nordmeridione la situazione si fa sempre più tesa: Lennart Torstensson scrive una lettera anonima chiedendo che Odino ricompaia in pubblico, mentre Ezra detto E) mette una bomba davanti all'ambasciata del Nordsettentrione rivendicandola a nome dei Cristiani Rifondati; Bramsentorpf è rapito dalla Milizia Musulmana di Aisha.
Harald Adelstensfortstre vive come un eremita rifiutando ogni contatto con gli estranei. Il peschereccio rimane presso l'isola per diversi giorni, fino a quando l'arrivo dell'inverno non lo costringerebbe a tornare verso sud. Per sbloccare la situazione, Sigbrit Holland cerca di raggiungere a nuoto la casa di Harald, ma è sopraffatta dalle correnti, e annegherebbe se il misantropo non accorresse inaspettatamente in suo aiuto, salvandola. Poco tempo dopo, Harald fa visita al Rikke-Marie e accetta di andare sull'isola come veterinario, dato che da giovane ha studiato medicina, portando con sé le carte del suo antenato.
Lennart Torstensson scrive un'e-mail alle istituzioni e ai mezzi di comunicazione del Nordmeridione, firmandola come "Odino Odino" (infatti il vecchietto era stato registrato così sui moduli dell'ospedale e in tal modo gli si sono sempre appellate le autorità) e chiedendo al governo nordmeridionale di rinunciare alla sovranità sull'isola. Sigbrit Holland allora ne scrive una dello stesso tenore indirizzata al governo nordsettentrionale, convinta che solo il riconoscimento dell'indipendenza e della neutralità dell'isola possa risolvere la situazione.
Quando il Rikke-Marie torna a Fredenshvile, capitale del Nordmeridione, trova la situazione ancora più tesa che alla partenza: i Vendicatori se la prendono anche con chi festeggia il Natale, che non ritengono "un'autentica festività nordmeridionale". Il governo, dal canto suo, è ormai rassegnato a prepararsi alla guerra col Nordsettentrione e come mossa preventiva si accinge a chiudere alla navigazione civile lo stretto che separa i due paesi. Lennart Torsternsson, che ha visto depotenziate le iniziative prese fino a questo punto, riconosce in Odino il padre degli Asi e intende proporsi come suo portavoce. Ambrosius e Sigbrit Holland, dopo aver tentato un approccio subacqueo all'isola, intuiscono che la sua particolarità sta in un forte magnetismo e pensano di tentare il sorvolo dell'isola con un pallone aerostatico, utilizzando come timone direzionale una grossa sfera di metallo forgiata da Gunnar Con La Testa. Per acquistare l'attrezzatura necessaria Odino chiede al vescovo Bentsen la somma di 75 000 corone, ricordandogli la sua offerta d'aiuto nel caso fosse scomparso dalla scena pubblica. Anche le varie sette fanno le loro mosse: la Milizia Musulmana rilascia Bramsentorpf e s'imbarca su un aliscafo di linea per l'isola di Urø (la più vicina a Drude Estrid/Hermold Skjalm) con l'intenzione di dirottarlo, gli Ebrei Rinati noleggiano un elicottero per raggiungere quella che chiamano "l'isola dell'Eterno Shabbat", un drappello di Veri Cristiani nordsettentrionali tenta di lanciare delle granate sul Rikke-Marie per uccidere colui che ritengono un impostore ma le bombe esplodono tra le loro mani. Simon Pietro II, davanti alla folla dei suoi seguaci Cristiani Riformati, tenta di dividere le acque come un novello Mosè per raggiungere l'isola del Paradiso, ma il miracolo non gli riesce. Lennart Torstensson, che si era intrufolato tra loro, cerca di spiegare che Odino non è la Parusia, ottenendo come risultato che i Cristiani Rinati attribuiscano il mancato miracolo alla sua miscredenza e lo lincino. Il miracolo non riesce nemmeno al beato Anders Andersen con i suoi Agnelli del Signore.
Dal ponte del Rikke-Marie si libra il pallone, mentre Sigbrit Holland e Gunnar Con La Testa restano sulla nave. Gli aeronauti atterrano sul lago ghiacciato al centro dell'isola, nel quale si è da poco schiantato e affondato l'elicottero degli Ebrei Rinati (mentre una sorte migliore è capitata alla Milizia Musulmana, arrestata dalla guardia costiera dopo che il traghetto dirottato è stato intercettato). Odino rincontra gli abitanti di Fabbripoli, che gli raccontano che Nonna Rikke-Marie, l'abitante più anziana del villaggio, è morta da poco; il pescatore non è così riuscito a incontrare la donna amata da suo nonno, che aveva dato il suo nome alla nave, ma fa la conoscenza di suo cugino il Fabbro. Rigmarole, anche senza veterinario, è perfettamente guarita e ha dato alla luce un puledrino. Odino può così riprendere il volo, accompagnato nella slitta dall'anima di Nonna Rikke-Marie, e ritrova i suoi due corvi.
La regina trova un documento firmato dai re Enevold IV e Hermold Skjalm nel 1618 che sancisce le reciproche rinunce alla sovranità sull'isola; telefona al re del Nordsettentrione, ufficialmente per gli auguri natalizi, e si accorda per renderlo di pubblico dominio, affinché i rispettivi governi possano ratificarlo.
Per dare una risposta a coloro che, in un modo o nell'altro, avevano riposto delle speranze nell'apparizione di Odino, Sigbrit Holland, che attende il ritorno del Pescatore, si mette a scrivere la storia dell'Isola di Odino.

## Personaggi
- Odino: la divinità principale della mitologia norrena. Non fa sfoggio di particolari poteri e sembra totalmente ignaro di usi e costumi dell'epoca contemporanea. È descritto come un vecchietto alto 1,20 m,[6] con una lunga barba bianca, che porta una veste lunga fino ai piedi.
- Ida-Anna, Ingolf, Lauge, Ejner e Troels: bambini di Fabbripoli, i primi a incontrare Odino.
- Nonna Rikke-Marie: l'abitante più anziana di Fabbripoli.
- Mamma Marie: figlia di Nonna Rikke-Marie.
- Il Fabbro: l'abitante più in vista di Fabbripoli, nipote di Nonna Rikke-Marie e figlio di Mamma Marie. Deve la sua reputazione al fatto di essere l'unico a sapere come trattare i metalli, date le proprietà magnetiche dell'isola.
- Zio Josef: mugnaio di Fabbripoli.
- Zio Eskild e Zia Maren: altri abitanti di Fabbripoli.
- Lungo Laust: abitante di Postalia[7] (altro centro abitato dell'isola). È lui a portare la notizia che il mare è ghiacciato completamente.
- Sigbrit Holland: impiegata di banca trentenne. È chiamata Bella Donna da Ambrosius il Pescatore.
- Fridtjof: marito di Sigbrit Holland. Non approva il fatto che la moglie si dedichi ad aiutare Odino e per questo viene lasciato.
- Il dottor Martinussen: medico che ha in cura Odino all'ospedale, scambiato da questi per un veterinario.
- Gunnar Con La Testa: ex calciatore della nazionale del Nordmeridione, famoso per i suoi colpi di testa che potrebbero avergli provocato, a lungo andare, dei danni cerebrali. Era anche un fabbro professionista. Inizialmente ha uno scontro con Odino, che lo disturba mentre sta guardando una partita di calcio in televisione, poi diventa uno dei suoi migliori amici.
- Ambrosius il Pescatore: proprietario della Rikke-Marie, che era appartenuta a suo nonno.
- Der Fremdling: taciturno amico di Ambrosius il Pescatore, che vive con lui sulla Rikke-Marie. Rimane gravemente ferito quando i Vendicatori attaccano la nave. Il suo soprannome significa "il forestiero" in tedesco.
- Ezekiel il Giusto: capo degli Ebrei Rinati.
- Ezra, detto Es: fratello di Ezekiel il Giusto. Si mette a capo della milizia dei Vendicatori tenendo nascoste le proprie origini ebraiche, che molti dei suoi seguaci potrebbero non apprezzare.
- Simon Pietro II: pseudonimo del capo dei Cristiani Rifondati.
- Il beato Anders Andersen: capo degli Agnelli del Signore. Ha uno stile di vita lussuoso grazie alle elargizioni dei suoi adepti, che ricompensa con forniture di marijuana.
- Il Primo Ministro, il Ministro della Giustizia, il Ministro del Culto, il Ministro dell'Interno, il Ministro della Difesa: membri del governo nordmeridionale.
- La Regina: capo di Stato del Nordmeridione, con un interesse per le ricerche storiche. Vorrebbe annettere l'isola di Drude Estrid per essere ricordata dai posteri.
- Von Egerney: gran ciambellano della Regina. A lui si rivolge Sigbrit Holland, sotto falsa identità, per risalire alle informazioni contenute negli archivi reali.
- Brams Bramsentorpf: capo del Dipartimento per le Questioni Territoriali del Ministero della Giustizia del Nordmeridione,[8] inviato a trattare con Odino.
- Hasan al Basri: imam a capo dei Musulmani Modernisti.
- Aisha: studentessa di scienze politiche di grande avvenenza, che diventa leader della Milizia Musulmana.
- Lennart Torstensson: giovane nordsettentrionale molto alto, molto biondo [...]. Era un giurista zelante e ambizioso, assunto due mesi prima e ancora in attesa dell'occasione per di dimostrare le sue eccezionali capacità al proprio capo, Herr Hölzern.[9]
- Alvilda: donna pilota dell'aeronautica militare nordmeridionale.
- Valdemar: secondo pilota di Alvilda.
- Balder: fotografo imbarcato con Alvilda e Valdemar. Come loro muore durante la missione, quando l'aereo si schianta nel laghetto dell'isola.
- Brynhild Sigurskær: era così chiara da essere quasi trasparente. I suoi capelli erano lunghi, spessi e ricci, gli occhi d'un azzurro così tenue da apparire bianco e la pelle così priva di qualsiasi colore che vi si poteva seguire il disegno astratto delle vene. Il suo corpo esile era coperto da un lungo abito sbracciato di pizzo bianco come la pelle. Era impossibile capire quanti anni avesse, poteva avere qualsiasi età tra i trenta e i sessant'anni. Non era né bella né brutta, solo decisamente diversa.[10] È stata la compagna di Ambrosius il Pescatore, col quale ha avuto una figlia, morta all'età di cinque anni durante una manifestazione popolare divenuta violenta.
- Bentsen: vescovo della Chiesa Ufficiale.
- Viktor Valentino: uomo di corporatura agile, con capelli neri, occhi neri e nere sopracciglia – ex ragazzo di strada sudeuropeo, oggi prete nordmeridionale e assistente prediletto del vescovo Bentsen.[11]
- Benjamin Adelstensforstre: giovane musicista, discendente del capitano Hans Adelstensforstre che vive nell'Anticonord.
- Hannelil Adelstensforstre: cugina di Benjamin, che vive a Fjordenhavn nell'Anticonord.
- Asta Adelstensforstre: vedova di mezza età con cinque figli di Oluf Adelstensforstre, che vive a Kristiansfjord nell'Anticonord.
- Harald Adelstensforstre: fratello gemello di Oluf Adelstensforstre, dal quale da giovane era inseparabile e in cui nutriva una fiducia assoluta, al punto che, dovendosi allontanare da casa per un certo periodo, l'aveva pregato di far compagnia alla fidanzata, salvo scoprire che in sua assenza aveva finito collo sposarla. Da allora i rapporti s'interruuppero e, dopo la morte dei genitori, visse da eremita sulla sua isola.
- Il Re del Nordsettentrione: è contattato dalla Regina del Nordmeridione per risolvere il problema dell'isola che ha scoperto il documento dell'accordo tra i rispettivi predecessori.

## Edizioni
- (DA) Janne Teller, Odins ø, Copenhagen, Forlaget Centrum, 1999.
- Janne Teller, L'isola di Odino, traduzione di Maria Valeria D'Avino, postfazione di Björn Larsson, Milano, Iperborea, 2001, ISBN 88-7091-095-4.